# Courtney Hunt
Courtney Hunt é uma cineasta e roteirista norte-americana. Como reconhecimento, foi nomeada ao Oscar 2009 na categoria de Melhor Roteiro Original por Frozen River.